# Nicolás Owen
San Nicolás Owen S.J. (Oxford,1550; Londres, 2 de marzo de 1606) santo y mártir jesuita inglés, un hermano laico célebre por los numerosos escondites para sacerdotes católicos que construyó durante los reinados de Isabel I y Jacobo I, hasta su arresto final y tortura hasta la muerte en la torre de Londres.

## Biografía
Hijo de Walter Owen, carpintero, aprendió el oficio con él. Dos de sus hermanos mayores se hicieron sacerdotes. Fue artesano y albañil, admitido en la Compañía de Jesús en 1580. Colaboró 18 años con los jesuitas Henry Garnet y John Gerard, como sirviente y construyendo escondites para sacerdotes en casas católicas. Solo aceptaba comida y cobijo como pago y durante el día trabajaba como carpintero ambulante para evitar sospechas.
Aunque bajo, sufriendo una hernia y con una pierna tullida por ser aplastada por el caballo en una caída, Owen trabajaba solo, para minimizar el riesgo de traición, rompiendo muros y a menudo de noche, con la única iluminación disponible, velas. A veces construía un escondite exterior fácil de descubrir, que ocultaba un escondite interior. La ubicación del escondrijo solo la conocían él y el dueño de la casa.
Con su habilidad constructora creó numerosos e ingeniosos escondites y refugios para los católicos perseguidos. Uno de los más famosos está en Thrumton Hall, en Hampshire, y fue descubierto en 1927; uno de los mejor conservados se encuentra en Sawston Hall, condado de Cambridge; en Londres quedan dos en Baddesley Clinton, a las afueras del Strand. Es probable que algunos aun no hayan sido descubiertos. Fue compañero de misión de San Edmundo Campion.
Fue detenido el día de San Jorge de 1594, encarcelado en la prisión de Counter en Bread Street y torturado durante horas. No lograron que el pequeño albañil confesase nada. Gracias a que las familias católicas de la zona reunieron dinero, y a la ignorancia y avaricia de los carceleros, fue puesto en libertad tras negociar y pagar su rescate. Habían liberado al protector de los católicos.
Planificó el audaz escape del padre Gerard de la Torre de Londres. Siguió con su labor de protección de los católicos perseguidos y, ya como coadjutor, se entregó para salvar a los padres Garnet y Oldcorne, a quienes consideraba más valiosos que él mismo para la evangelización de Inglaterra. Encerrado en la torre de Londres por orden de Lord Cesio el 2 de marzo de 1606, para ser interrogado bajo tortura, no reveló nada y murió durante la tortura del potro, que rompió su hernia.